# Champions of the Earth
Champions of the Earth (Engels voor: kampioenen van de aarde) is een prijzenprogramma van het VN-Milieuprogramma (UN Environment Programme, UNEP).
Sinds 2005 worden jaarlijks in verscheidene categorieën prijzen uitgereikt.
Het project is een voortzetting van de Global 500-prijzen die van 1987 tot 2003 jaarlijks werden uitgereikt.